# Tahura brevis
Tahura brevis är en insektsart som beskrevs av Dietrich 2004. Tahura brevis ingår i släktet Tahura och familjen dvärgstritar. Inga underarter finns listade i Catalogue of Life.